# Герасин, Максим Юрьевич
Макси́м Ю́рьевич Гера́син (род. 12 марта 1974, Чегдомын, Хабаровский край, СССР) — советский и российский футболист, вратарь, тренер.

## Карьера

### Игровая
Футболом начал заниматься в спортивной школе «Сигнал» в Челябинске. Играл в низших лигах за команды «Зенит» Челябинск / «Челябинск» (1991—1994, 2009), «Носта» Новотроицк (1995—2001), «Содовик» Стерлитамак (2002—2007), «Лада» Тольятти (2008), «Олимпия» Волгоград (2008). Карьеру заканчивал в любительских клубах «Торпедо» Миасс (2010—2011) и «Магнитогорск» (2012).
Лучший вратарь зоны «Урал—Поволжье» второго дивизиона 2005.
В сезоне 1994/95 провёл 8 матчей за мини-футбольный «Феникс».

### Тренерская
В 1997 году закончил УралГАФК по специальности тренер-преподаватель. Работал при спортивной школе «Сигнал» (Челябинск). С января 2014 — тренер вратарей ФК «Носта». С 2020 года — старший тренер, 13 сентября 2023 года стал главным тренером «Носты». 22 апреля 2025 года покинул «Носту» и вскоре возглавил «Челябинск-2».

## Достижения
- Победитель Второго дивизиона (2): 1999 (зона «Урал»), 2005 (зона «Урал-Поволжье»)
- Серебряный призёр зоны «Урал» Второго дивизиона (2): 1998, 2002
- Бронзовый призёр зоны «Урал-Поволжье» Второго дивизиона: 2003
- Обладатель Кубка ПФЛ: 2005